# Johann Rasser
Johann Rasser (* um 1535 in Ensisheim; † September 1594 in Enschingen) war ein Dichter und elsässischer katholischer Priester.
Er war in Colmar, Rappoltsweiler und vorwiegend in Ensisheim als Pfarrer tätig und widmete sich gegenreformatorischen Bestrebungen. In Ensisheim gründete er eine Jesuitenschule. Auch zwei Komödien und eine Predigtsammlung hat er verfasst.